# 諏訪盆地

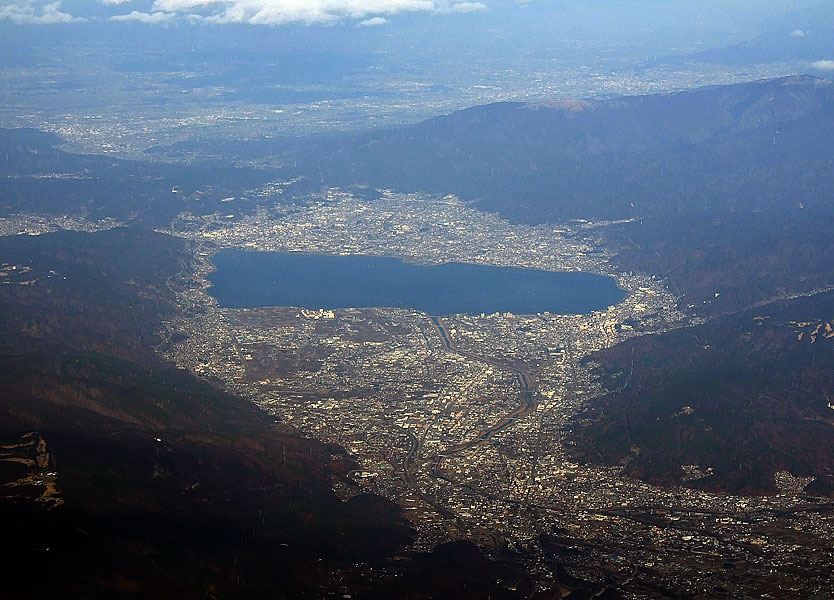
諏訪湖とその周囲を囲む諏訪盆地。遠景は松本盆地。

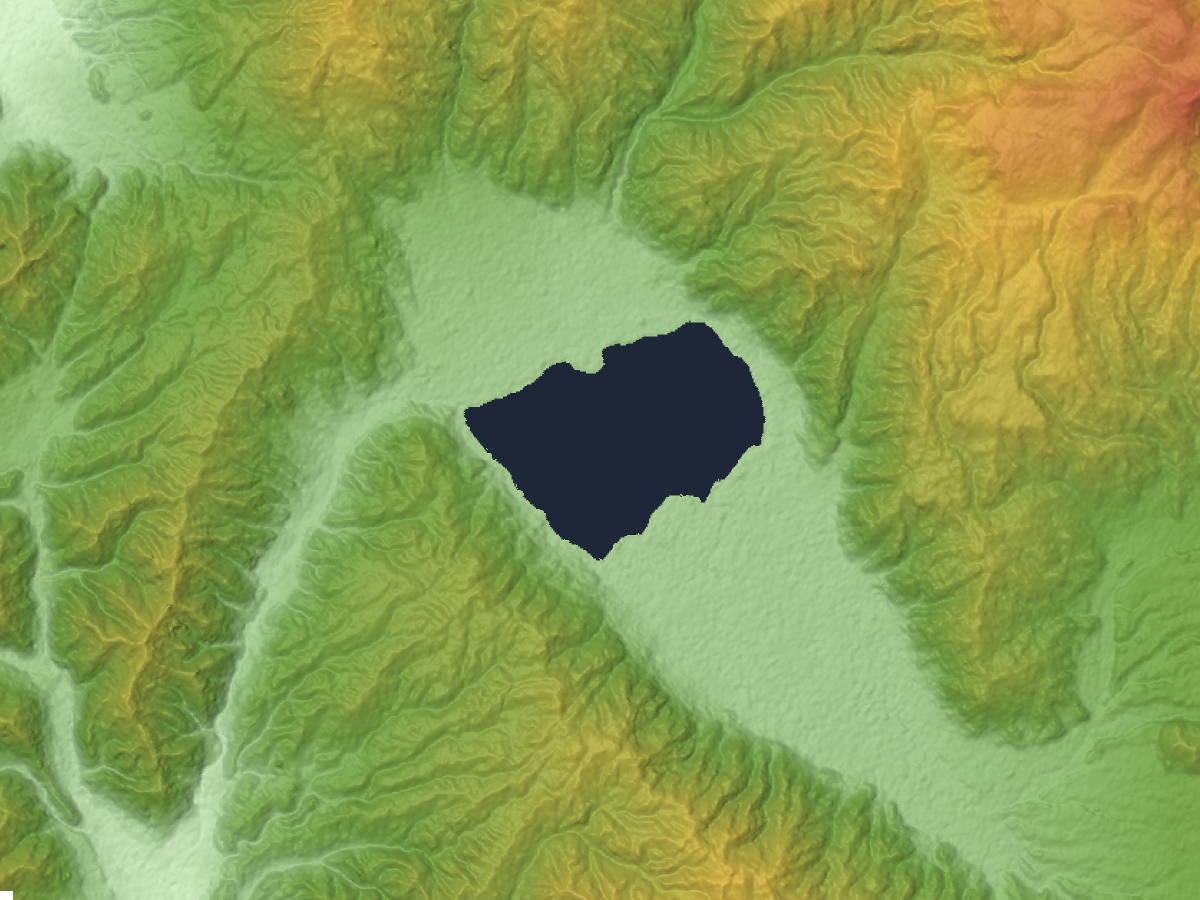
諏訪盆地の地形図。

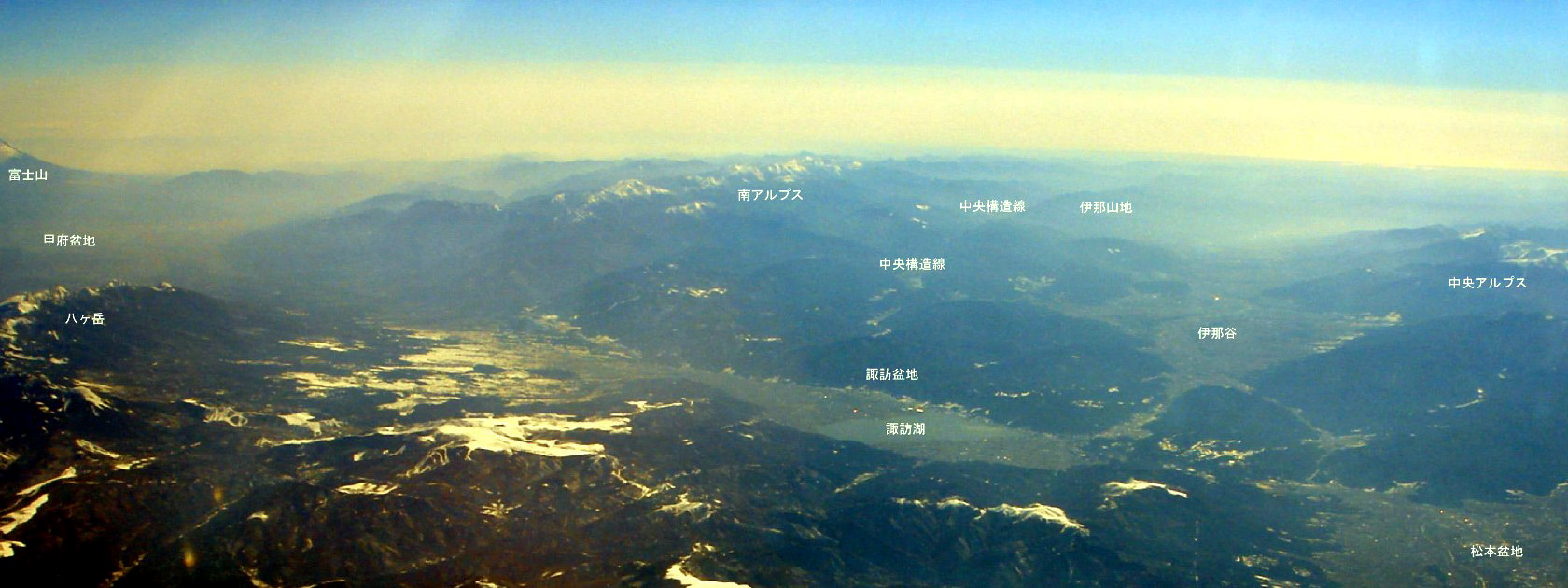
地溝湖 諏訪湖と諏訪盆地。

諏訪盆地（すわぼんち）は、長野県中部の盆地。時計などの精密機械工業が発達し、「東洋のスイス」との別名も持つ。

## 地理
諏訪盆地の標高は750mから900m。日本の盆地の中でも、高所の一つにあたる。約150万 - 120万年前からの糸魚川-静岡構造線断層帯の左横ずれ運動によって形成されたプルアパート盆地とされており、現在もその活動は続いていると考えられている。岡谷市、諏訪市、茅野市および諏訪郡の地域に相当し、盆地の中央に諏訪湖がある。周辺には八ヶ岳など、数多くの山々に囲まれている。国道20号、JR中央本線、中央自動車道・長野自動車道が地域を通過し、関東方面、東海方面、長野・北陸方面の3方面へ交通の便がよい。

## 人間史
明治時代、国の富国強兵政策の主要産業であった製糸業で栄えた。諏訪湖など水が豊富であったためと思われる。戦時中は、それまでに廃れてしまっていた製糸業の倉庫などに、都会から疎開してきた軍需工場が多く入居した。戦後多くの軍需工場は出て行ったが、いくつかの工場が残り精密機械産業が発展している。その背景に、諏訪盆地の空気は湿気が少なく、きれいな空気であることから、精密機械を製造する場所に向いていることや、原料・製品が小型かつ軽量のため、交通の不便な中央高地でも輸送が容易にできることなどが挙げられる。